# Макферсон
Макферсон е наименованието на тип предно окачване в леките автомобили. Окачването е съвкупност от детайли и механизми за управлението на автомобила, които са съединително звено между автомобила и пътната настилка. То е част от конструкцията на шасито на автомобила или от елементите изпълняващи такава функция при леките автомобили, изграждани по схемата „седан“ или още по т. нар. понтонна конструкция на автомобила.
Това окачване е предназначено предимно за движение по-пътища с гладка настилка и гарантира висока стабилност и управляемост на автомобила при запазване комфорта на возене. Друго основно предимство е опростеното му устройство, малко подвижни и износоустойчиви елементи, което облекчава поддръжката му.

## Основните елементи на този тип окачване
- носачи – по един брой за всяко колело;
- шарнир – по един брой за всяко колело;
- шенкел – по един брой за всяко колело;
- стойка на Макферсона (съдържа амортисьор и пружина в един блок) – по един брой за всяко колело;
- кормилна рейка;
- кормилни щанги с накрайници;

## Основна роля на всеки от изброените елементи
- носачи – те са подвижната връзката между шасито на автомобила и колелата. Като цяло оказват голямо влияние на комфорта от возенето и поведението на автомобила.

- шарнир – това е ябълковидна връзка между носача и шенкела на колелото. Благодарение на него колелото може да завива. Износването му може да доведе до неприятни потропвания в окачването на автомобила и до откъсване на ябълковидния болт от основата му.

- шенкел – това е (опората) на колелото. От една страна той е захванат към шарнира, от втора – към стойката на Макферсона, а от трета – към кормилната рейка.

- стойка на Макферсона – включва в себе си пружина, амортисьор, тампон лагер на макферсона. От  тези четири елемента в най-голяма степен зависи комфортът, управляемостта и безопасността. Голями износвания или повреди на всеки един от тези елементи оказва сериозно влияние върху комфорта, управляемостта и безопасността на движение.

- кормилна рейка – осъществява механична връзка между волана и окачването на автомобила. Преобразува въртелевито движение на волана в постъпателно.

- кормилни щанги с накрайници – представляват подвижни ябълковидни връзка на рейката с окачването на автомобила, от тяхното състояние зависи маневреността на автомобила и неговото управление.